# مديسة
مديسة هي قرية في مقاطعة لنجان، إيران. عدد سكان هذه القرية هو 1,647 في سنة 2006.